# Carlos Domingo Medrano

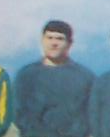
Carlos Domingo Medrano in 1964

Carlos Domingo Medrano (Coronel Suárez, 16 april 1934) is een voormalig Argentijns voetballer. Hij speelde als doelman.
Medrano stond van 1959 tot 1961 onder contract bij FC Barcelona. Hij was echter tweede doelman achter de onomstreden Antoni Ramallets en de Argentijn speelde hierdoor slechts vier wedstrijden in de Primera División voor de club.